# Orde van Verdienste van de Beierse Kroon

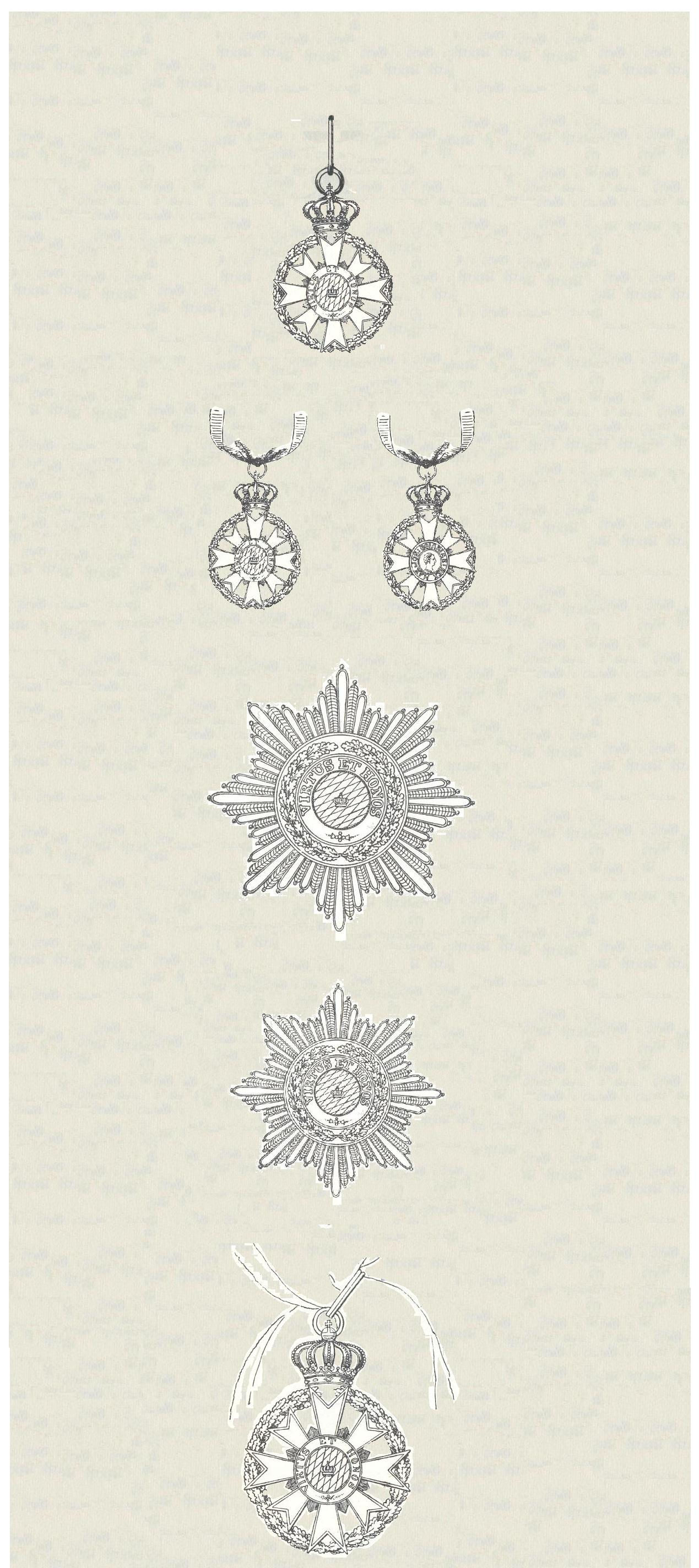
Versierselen van de Kroonorde.

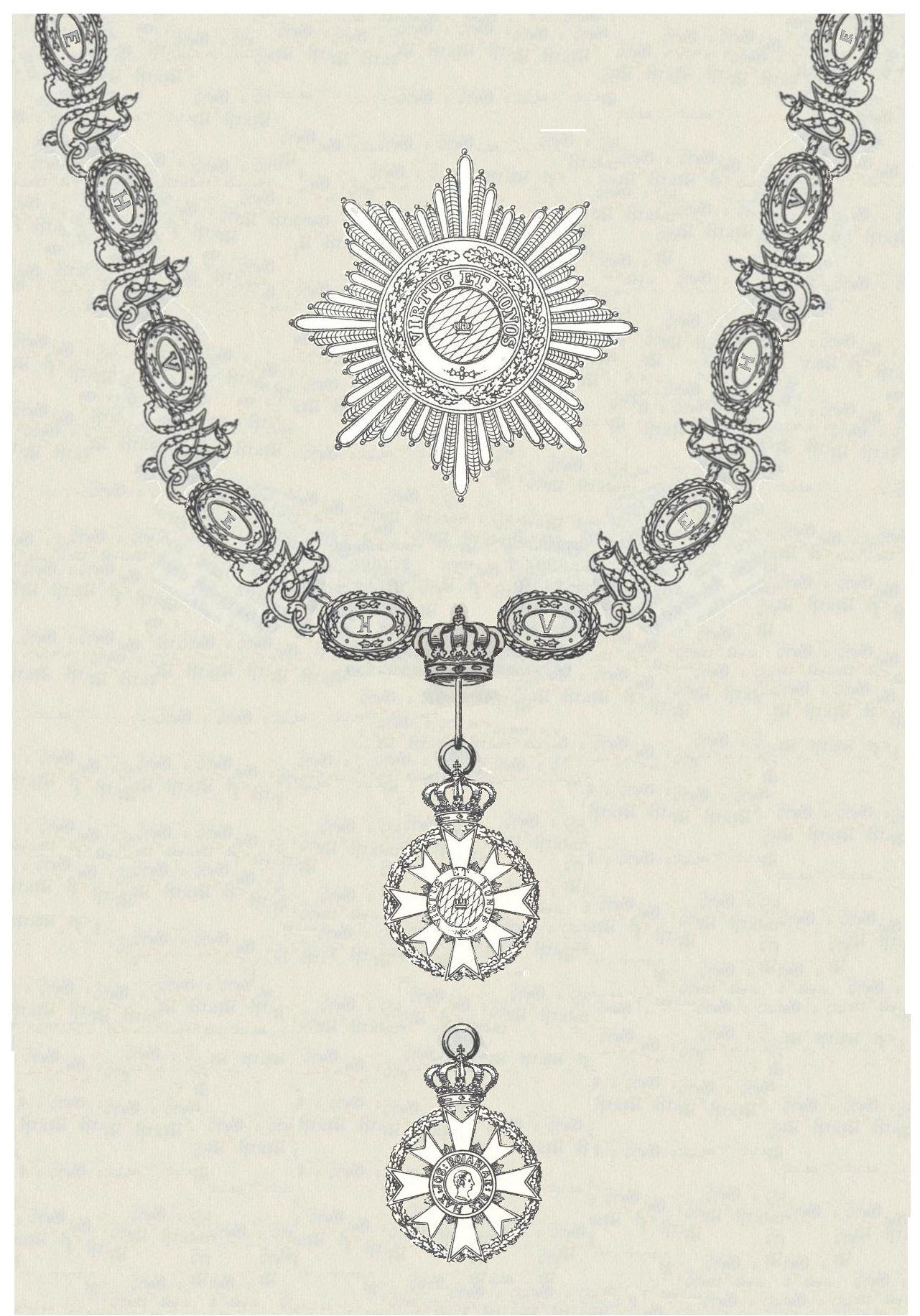
Keten, grootkruis en grote ster van de Kroonorde.

De Orde van Verdienste van de Beierse Kroon (Duits: Verdienstorden der Bayrischen Krone, ook "Verdienst-Orden der Bayerischen Krone") werd op 19 mei 1808 door koning Maximiliaan I Jozef van Beieren ingesteld als vervanging van de Orde van de Leeuw van de Palts.
De statuten werden op 19 mei gepubliceerd maar in dat besluit wordt de 27e mei als de stichtingsdag vastgesteld. Gustav Adolph Ackerman en andere schrijvers over phaleristiek noemen de Orde van Verdienste van de Beierse Kroon nadrukkelijk de civiele evenknie van de op 1 januari 1806 ingestelde militaire Max Joseph-Orde.
Het motto van de Orde was "VIRTUS ET HONOS" (Latijn: "dapperheid en eer"), de Orde had drie, later vier, graden en de koning was Grootmeester van de Orde. De Beierse leden verwierven met deze orde ook, zij het niet erfelijk, de Beierse Adelsstand. Waren twee van de voorvaderen ook in de orde opgenomen dan was de adelstand, met het predicaat van "ridder" en de toevoeging van het zo begeerde "von" in de geslachtsnaam wél erfelijk. Deze regeling was overgenomen van het voorbeeld van de eerste moderne orden van verdienste, het Franse Legioen van Eer maar gold niet voor vreemdelingen.
Als criteria voor de toekenning sprak het statuut van de Orde van Verdienste van de Beierse Kroon van "voortreffelijke aan de staat betoonde diensten, hogere burgerlijke deugden en beroemdheid die de faam van Beieren vergrootte".
De orde kon ook aan vreemdelingen die aan deze qualificaties beantwoorden worden verleend, met dien verstande dat zij geen adeldom verwierven.

## Rangen en versierselen van de Orde
- 12 (na 8 oktober 1817 waren het 24) grootkruisen ("Groszkreuzen"): Zij droegen het ordeteken aan een grootlint over de rechterschouder en een ster op de linkerborst.
- na 24 mei 1855 waren er ook grootcommandeurs, vergelijkbaar met grootofficieren ("Groszkomturen"), zij droegen het ordeteken aan een halslint en een iets kleinere ster.
- 24 ( na 8 oktober 1817 waren het 40) commandeurs ("Komture"): zij droegen het ordeteken aan een lint om de hals.
- 100 ( na 8 oktober 1817 waren het 160) ridders ("Ritter"): zij droegen een iets kleiner ordeteken aan een lint op de linkerborst.

Ackerman noemt de medaille als "Vierde Klasse" en als "Ereteken" van de orde.
Het juweel of kleinood van de Orde was een kruis met acht armen en zestien punten. Om de vier kleinere armen die op de diagonalen geplaatst waren was een krans van eikenbladeren aangebracht. In het medaillon was op een achtergrond van ruiten, afkomstig uit het Beierse wapen, een beugelkroon geplaatst. Daaromheen stond op een witte ring het motto van de Orde "VIRTVS ET HONOS". Op de keerzijde was de beeldenaar van de stichter met de woorden "MAX:JOS:BOIARIAE:REX" (Latijn:" Maximiliaan Jozef Koning van Beieren") te zien. Boven het juweel was de, ongevoerde, Beierse koningskroon aangebracht.
Opvallend aan de ordetekenen is dat zij alleen in grootte van elkaar verschillen. Het grootkruis is 113 millimeter hoog en 73 millimeter breed met een kroon die 41 millimeter hoog en 39 millimeter breed is. Het puur gouden versiersel weegt 69,2 gram.
Het commandeurskruis is 79 millimeter hoog en 51 millimeter breed met een kroon die 29 millimeter hoog en 27 millimeter breed is. Het ridderkruis is veel kleiner.
De eerste sterren (er waren alleen grootkruisen) werden, zoals in die tijd gebruikelijk, geborduurd van zilver- en gouddraad en gekleurd garen, maar vanaf de jaren 50 van de 19e eeuw werden zij steeds van gedeeltelijk verguld en geëmailleerd zilver gemaakt. De geborduurde sterren werden vuil en zij sleten sterk. Op deze sterren werd in het medaillon een klein gouden kroontje aangebracht. Men bevestigde een geborduurde ster met garen op de borst van een uniform of geklede jas. Daarom eindigden de stralen in kleine ringen. Een dergelijke ster is met een diameter 86 millimeter en de signatuur van Kammerjuweliere Rothe & Neffen in Wien bekend. Metalen sterren waren in het begin vrij klein, daarom kan het verschil tussen een oude maar kleine ster van een grootkruis in de orde en een latere ster van een grootofficier moeilijk te zien zijn. De ster van een grootkruis heeft een diameter van 90 millimeter. De ster van de grootcommandeur meet 75 millimeter.
De sterren en versierselen zijn in Beieren maar ook door hofjuweliers in andere Europese hoofdsteden vervaardigd. In Beieren komt de signatuur van Hofkunstanstalt Jacob Leser in Straubing naast die van Eduard II. Quellhorst voor. In Wenen en Berlijn leverde ook de beroemde fima Godet sterren en kruisen. In Parijs leverde de juwelier Halley, gevestigd in het Palais Royal, kostbare sterren. Veel ridders stelden prijs op meerdere sets omdat het email op de kruisen en de ster erg kwetsbaar is en snel afschilfert.
Behalve de modelversierselen werden ook miniaturen en kleine gespen vervaardigd die als knoopsgatversiering of miniatuur op een rokkostuum werden gedragen.
Alle kruisen komen zowel als zuiver gouden en als verguld zilveren uitvoeringen voor.
De kostbare keten werd door de grootkruisen gedragen, en wel op bijzondere gelegenheden. De verguld zilveren schakels zijn gelijk aan die van de Militaire Max-Joseph-Orde. Alleen de letters op de ovale medaillons, afwisselend "V","E" en "H" (verwijzend naar het motto) verschillen. De kransen zijn groen en de ovale schakels zijn wit geëmailleerd.
Het lint van de Orde was hemelsblauw met twee witte strepen.
Aan de Orde was de " Maximiliaansmedaille voor Wetenschap en Kunst" verbonden.

## De financiën van de orde
Voor twintig van de kinderen van de leden van deze orde werd een ordensfonds ter ondersteuning van bijvoorbeeld studie ingesteld. De koning vulde de kas van dit fonds zelf met een gift die toereikend was om eerst 25, later in het besluit van 12 oktober 1834 38 kinderen met eerst 250 en in 1835 300 gulden 's-jaars te bedenken. De leden ontvingen geen pensioenen of eregelden.
In 1834 werd het kapitaal van de Aartsbisschoppelijk Salzburgse Orde van Sint-Rupert bij dat van de Orde van Verdienste van de Beierse Kroon gevoegd. Dat was mogelijk omdat Salzburg in 1802 tijdens de Napoleontische tijd bij Beieren was gevoegd en de Beierse regering het aartsbisdom en de in 1701 gestichte en met rijke bezittingen gedoteerde militaire orde had geseculariseerd. De Beierse regering kon met de nu vermeerderde opbrengsten het aantal ontvangers van bijdragen én hun jaargeld verhogen.

## De maatschappelijke positie van de orde
De ridders in de Orde van Verdienste van de Beierse Kroon noemden zich "Ritter von..." of ze plaatsten kortweg het woord "von" als predicaat voor hun achternaam. De orde werd niet aan dames toegekend.
Voor ridders die al tot de erfelijke adelstand behoorden veranderde er niets. De orde was, zeker vanwege de bijbehorende adeldom, een exclusieve onderscheiding. Voor bredere verspreiding was er de Orde van Verdienste van de Heilige Michaël.
In het begin van de 19e eeuw kon men het bezit van een ridderkruis en adeldom nog niet als twee verschillende zaken zien. In Beieren werd adeldom na 1808 steeds meer afhankelijk gesteld van niet alleen de verdienste, maar ook van de rijkdom van de genobiliteerde personen. Zij moesten immers "hun stand kunnen ophouden". In eerste instantie werd het bezit van een landgoed met voldoende opbrengsten als criterium gebruikt. Later telde ook kapitaal mee. In de loop van de 19e eeuw werd de orde steeds meer het instrument om adeldom te verlenen. Deze adeldom was in bepaalde gevallen nodig om hoge functionarissen van burgerlijke afkomst een gepaste plaats binnen het strenge protocol van het hof te kunnen geven.
Voor de wegens dapperheid in de Militaire Max Joseph-Orde opgenomen officieren golden de strenge eisen die aan het vermogen werden gesteld niet.
In Beieren werd samen met de man ook zijn echtgenote in de persoonlijke adelstand opgenomen.
De orde werd, met het oog op de begeleidende adeldom en de kostbare versierselen, terughoudend uitgereikt. Van de jaren 1855 tot 1914 is bekend dat 131 grootcommandeurs werden benoemd.
De val van de Beierse monarchie in november 1918 heeft een einde aan het bestaan van deze Orde gemaakt. De ridders die een persoonlijk adeldom hadden verkregen kregen te maken met het nieuwe Duitse burgerlijk recht dat geen adeldom of titels kent. De Duitse wet schrijft sindsdien voor dat iedereen de achternaam van zijn of haar vader draagt en dat begrippen als "Freiherr von" of Ritter von" deel van de geslachtsnaam uitmaken. Een kind dat vóór 1918 geboren werd als zoon of dochter van een drager van persoonlijke adeldom draagt het predicaat niet in de naam, de na 1918 geboren kinderen dragen het predicaat wél.

## De Orde van Verdienste en de heraldiek
Op de wapens van de ridders mocht het kruis van de orde als heraldisch pronkstuk in het wapen worden opgenomen. Het hiernaast afgebeelde voorbeeld is deel van de wapenbrief die de Secretaris-Generaal in het Koninklijk Beierse Ministerie voor Oorlogszaken op 5 April 1813 afgaf aan de zojuist geridderde en daarmee genobiliteerde Peter von Maubach.
Een drager van de Orde van Verdienste van de Beierse Kroon mocht het kruis van de orde, aan een lint of in het geval van een Grootkruis in deze orde, aan de keten, om het wapen hangend afbeelden. De keten werd gewoonlijk helemaal rond een wapenschild hangend afgebeeld, een commandeurs- of ridderkruis wordt gewoonlijk hangende aan een kort lint onder het schild geplaatst. De nakomelingen bezaten dit privilege uiteraard niet.
De keten van de orde hangt ook rond het grote Beierse wapenschild (Duits: "Großes Majestäts-Wappen").

## Dragers
Onder de dragers vindt men veel "klinkende namen" uit Beieren en het buitenland.

### Grootkruisen
- Franz Gabriel von Bray,
- Reinhard Carl Friedrich von Dalwigk,
- Karl von Fleischhauer,
- Louis Charles Folliot de Crenneville,
- Friedrich August von Gise,
- Peter von Goëss,
- Johann Wolfgang von Goethe,
- Anton von Gumppenberg,
- Gottlieb von Haeseler (Veldmaarschalk),
- Alexander von Humboldt,
- Nikolaus von Maillot de la Treille,
- Otto von Marchtaler,
- Karl Theodor von Pappenheim,
- Anton von Rechberg,
- Otto von Sarwey,
- Ferdinand von Schleich,
- Joseph von Stichaner,
- Bartholomäus von Stürmer,
- Johann Nepomuk von Triva,
- Anton von Vieregg,
- Gabriel Bernhard von Widder,
- Carl Philipp von Wrede,
- Sigmund Christoph von Waldburg zu Zeil und Trauchburg.

### Grootcommandeurs
- Hieronymus von Bayer,
- Sebastian Franz von Daxenberger,
- August Lothar von Reigersberg.

### Commandeurs
- Karl von Fasbender,
- Robert von Gaupp,
- Carl Wilhelm von Gümbel,
- Anton von Gumppenberg,
- Joseph Hörmann von Hörbach,
- Ludwig von Köhler,
- Georgios Kountouriotis,
- Karl Cäsar von Leonhard,
- Theodor von Muncker,
- Carl von Neubronn,
- Georg von Neumayer,
- Andreas van Recum,
- Josef Gabriel Rheinberger,
- Ignaz Albert von Riegg,
- Friedrich von Saporta,
- Hugo von Seeliger,
- Maximilian von Speidel,
- Johann Baptist von Stürmer,
- Ludwig von der Tann-Rathsamhausen,
- Maximilian von Wächter,
- Carl Friedrich Heinrich von Wylich und Lottum,
- Gregor von Zirkel.

### Ridders
| - Maximilian v. Abel, - Karl von Alwens, - Wilhelm von Anns, - Horatio Thomas Austin, - Franz Ludwig von Baumann, - Wilhelm von Benning, - Eugen von Benzino, - Albrecht Besserer von Thalfingen, - Paul von Braun, - Friedrich Brenner, - Alois von Brinz, - Karl Buchrucker, - Matthäus Georg von Chandelle, - Jean-Baptiste-Pierre Jullien de Courcelles, - Balthasar von Daller, - Martin von Deutinger, - Ignaz von Döllinger, - Philipp Draexler von Carin, - Walther von Dyck, - Nikolaus von Endres, - Bernhard von Ernsdorfer, - Michael von Faulhaber, - Wilhelm von Finck, - Joseph von Fraunhofer, - Max Frey, - Theobald Ritter von Fuchs, - August Ganghofer, - Ludwig Gienanth, - Bernhard von Godin, - Karl Ernst von Grießenbeck, - Christian von Großschedel, - Bernhard von Gudden, - Joseph von Gumppenberg, - Jakob von Hartmann, | - Anton von Henle, - Wilhelm Hertz, - Heinrich Maria von Hess, - Friedrich Hessing, - Johann Christian Konrad von Hofmann, - Benedict von Holland, - Richard von Hößlin, - Petrus von Hötzl, - Albert von Jäger, - Georg von Jäger, - Ritter von Jakobi, - Eugen von Keller, - Paul von Kneußl, - Wilhelm von Kobell, - Paul von Köberle, - Christian von Kolb, - Bernhard Königsdorfer, - Georg Krauss, - Karl Krazeisen, - Georg Heinrich Krieg von Hochfelden, - Ernst Wilhelm Adalbert Kuhn, - Maximilian Joseph von Lamotte, - Karl Heinrich von Lang, - Jakob von Lavale, - Franz von Lenbach, - Ernst von Lerchenfeld, - Matthias Lexer, - Franz Arnold Linck, - Maximilian von Lingg, - Karl Lippmann, - Johannes Loew, - Ferdinand von Malaisé, - Konrad Maurer, - Friedrich von Medicus, | - Gottlieb von Merkel, - Arnold von Möhl, - Karl von Müller (Ingenieur), - Friedrich Immanuel Niethammer, - Georg von Oettl, - Dr. Georg von Orterer, - Karl Wilhelm Hermann Pemsel, - Adolf Pernwerth von Bärnstein, - Philipp von Pfeiffer, - Sigmund von Pfeufer, - Karl von Pflummern, - Carl von Prantl, - Johann Evangelist von Pruner, - Johann Nepomuk von Raiser, - Theophil von Reichlin-Meldegg, - Johann Nepomuk von Ringseis, - Karl Albrecht von Ritter, - Julius von Rotenhan, - Paul von Roth, - Johann Nepomuk Rust, - Georg von Schanz, - Anton von Schauß, - Gregor von Scherr, - Heinrich Christian von Schmaltz, - Ludwig Friedrich von Schmidt, - Karl von Schoch, - Friedrich von Schreiber, - Otto von Schrön, - Gabriel von Sedlmayr, - Andreas von Seisser, - Georg Edler von Silberhorn, - Gaspare Spontini, - Hermann Freiherr von Stein, - Kaspar von Steinsdorf, | - Carl Albert Leopold von Stengel, - Johann Baptist Stephan, - Otto von Stetten, - Alois von Ströhl, - Georg von Tausch, - Friedrich von Thiersch, - Jakob von Türk, - Fritz von Uhde, - Alberto Vassallo di Torregrossa, - Joseph von Weber, - Friedrich von Wendt, - Karl von Wenninger, - Peter von Winter, - Arnold Zenetti, - Johann Baptist von Zenetti, - Julius von Zenetti, - Arthur Zimmermann. |